# Iglesia de Nuestra Señora del Rosario (Alfahuir)
La iglesia parroquial de Nuestra Señora del Rosario de Alfahuir es un monumento religioso, que se encuentra ubicado en la calle Mayor s/n del municipio de Alfahuir, en la comarca de la Safor, provincia de Valencia, España. 
Fue declarado Bien de Relevancia Local, con código: 46.25.023-003. Su estilo arquitectónico es una recreación del neoclásico-barroco valenciano.
Se trata de un edificio religioso construido durante la primera mitad del siglo XX, en concreto en 1930. En él se ubica la parroquia de Nuestra Señora del Rosario de la población de Alfahuir, que pertenece actualmente al arciprestazgo 33, llamado de “San Francisco de Borja”, de la Vicaría VIII: La Safor-La Valldigna-La Marina, del Arzobispado de Valencia.